# Alucita nannodactyla
Alucita nannodactyla är en fjärilsart som beskrevs av Hans Rebel 1907. Alucita nannodactyla ingår i släktet Alucita och familjen mångfliksmott, (Alucitidae). Inga underarter finns listade i Catalogue of Life.